# Virola polyneura
Virola polyneura là một loài thực vật có hoa trong họ Myristicaceae. Loài này được W.A.Rodrigues miêu tả khoa học đầu tiên năm 1977.